# Большая Островня
Большая Островня — деревня в Дубровском районе Брянской области, в составе Сещинского сельского поселения. Расположена в 2 км к северо-западу от посёлка Сеща, между автодорогой А141 и железнодорожной линией Брянск—Смоленск. Население — 543 человека (2010).
Упоминается (под названием Островня) с начала XVII века как владение Безобразовых, в составе Вороницкой волости Брянского уезда. С 1776 по 1929 год входила в Рославльский уезд Смоленской губернии (с 1861 — в составе Радичской волости, в 1924—1929 в Сещинской волости). В XIX веке была устроена почтовая станция на тракте Брянск-Рославль.
В XX веке — центральная усадьба совхоза «Сещенский».